# Telelugo
Telelugo fue una cadena de televisión privada gallega propiedad del Grupo El Progreso que cuenta con licencias de TDT en las demarcaciones de Lugo, Monforte de Lemos, Villalba y Vivero, y con cobertura por cable en toda Galicia a través de la  Operadora R. 
Comenzó a emitir en analógico en 1994. En 2001 se incorporó como colaboradora al grupo Localia TV, conocido como Localia Telelugo, hasta la desaparición de este a principios de 2009. En julio de 2017 echó el cierre tras un progresivo proceso de reestructuración.
- Datos: Q5664977